# Hosszu Márton
Hosszu Márton (Balassagyarmat, 1894. augusztus 27. – Hockliffe, Anglia 1953. november 24.) magyar festőművész.

## Életpályája
Balassagyarmaton, édesanyja szülői házában született. Gyermekkorát és egész ifjúságát apjánál töltötte Kolozsváron. Apja textilkereskedő volt.
Kolozsváron tett kereskedelmi érettségit, majd vonult be katonának. 1917-ben, felülvizsgálati úton, a katonai szolgálatból elutasították. Már iskolás éveiben rendszeresen rajzolt. Tehetsége alapot adott tanulmányai folytatására. Budapestre ment, felvételizett a Képzőművészeti Főiskolára. A főiskolai névsorok az 1917-1918, majd az 1920-1922 tanévekben említik.
Növendéktársai, fiatal festő barátai: Aba-Novák Vilmos, Korda Vince, Patkó Károly, Pászk Jenő (Eugen Pascu) Podlipny Gyula, Szőnyi István. A Főiskolán Balló Ede műhelyébe került, és nem sokkal később Balló tanársegédje lett. Utánozva mesterét, 1918-ban másolatokat készített nagynevű festők munkáiról, pl. Goya Leány Korsóval c. a Szépművészeti Múzeumban található festményről. Utolsó főiskolai munkájaként Balló Ede arcképét festette meg.
1921 őszén Itáliába ment nászútra, ami egyben tanulmányút is, majd 1922 januárjában a kolozsvári Iparmúzeumban megnyitotta első egyéni kiállítását. Kitűnő kapcsolatban volt az egyházzal, melytől több megrendelést is kapott. Szentképeket, oltárképeket festett és restaurált.
1925-ben Budapesten megfestette a román követ arcképét, majd – a budapesti jezsuiták megrendelésére – elkészült Canisius jezsuita szerzetes portréja, amelyet 1925. december 5-én lepleztek le a jezsuiták templomában. Az 1597-ben elhunyt jezsuita szerzetest XI. Piusz pápa 1925 május 25-én avatta szentté.
1926-ban, Szatmári Károllyal, freskókkal díszítették a Kolozsvár-szentpéteri római katolikus templom hajóját, majd elutazott Spanyolországba.
1926. november 21. – december 5.-e között a kolozsvári Vármegyeház üvegtermében kiállította a spanyolországi út termését, néhány korábban festett munkájával együtt.
1928-ban Rómában megfestette XI. Piusz pápa portréját. Rendhagyó módon a pápa öt alkalommal ült neki modellt a Tüzek termében. 1930-ban elkészítette a Szervita templom egyik oltárképét. 1931-ben Tiranában megfestette I. Zogu albán király és az anyakirálynő portréját is.
A lengyel-magyar barátság jegyében több történelmi jellegű festményt festett. Többek között Báthory István portréját és Bem József tábornok lovas képét.

## Életének angliai időszaka
1936-ban elvált első feleségétől. Röviddel később, az angol királyi család meghívására Londonba költözött, ahol 1937-ben feleségül vette earl Lovelace, Lady Diana Gibbet. Akkortól felhagyott a festészettel, és a felesége birtokán gazdálkodott. Hosszu Márton ezután többet nem járt sem Magyarországon, sem Erdélyben. Kapcsolatot, csak 1924-ben született, továbbra is Kolozsváron élő Ildikó lányával tartott
1938-ban, még részt vett a magyar festők, londoni csoportkiállításán.
1950-1952 között, feleségével, Dianával, két évig Afrikában élt, áttelepedését fontolgatta, de megbetegedett, így e terv, nem valósult meg.
Ötvenkilenc éves korában hunyt el, Hockliffe-ben, hosszas szenvedés után.

## Művészete és művei
Nagy hatással volt rá tanára, Balló Ede; Hosszu Márton úgy érezte, hogy neki is a klasszikusok másolásával kell a művészi technikáját és a lélektani ábrázolás titkait elsajátítania. Az első elismerését 1921-ben kapta, Balló Ede arcképéért. A kép érett festői kvalitásáért elnyerte a Műcsarnokban első kiállítók díját.
A későbbiekben is, inkább portréfestő volt; számos családi arckép és a korabeli társadalom jeleseiről festett műve szemlélteti az akadémista megközelítés eszköztárát. Frissessége és a lélektani elemzés, mélységet és őszinteséget kölcsönöz e műveknek.
Így született meg XI. Piusz pápa klasszikus veretű-,ám életszerű, a modorosságot messze elkerülő portréja. Az elhivatottságból fakadó méltóság tükröződik Ferencz József erdélyi unitárius püspök arcképén. Kiváló ecset technikával rajzolja meg, korának legendás hírű Gyalui Farkas kolozsvári könyvtárigazgatót, írót is.
1921-től rendszeresen részt vett a budapesti Műcsarnok kiállításain. Ott bemutatott festményei: Zsuzsanna a fürdőben (1923), Önarckép (1924), A zöld ruhás nő (1925), Utca énekese, Csíky Gáborné (1926) és Balázs András prelátus (1929).
Foglalkoztatta a mitológia is; 1926-ban bemutatta a Mars és Vénusz c. festményét.
Az egyházi művészethez való vonzódását, freskók, oltárképek, nagyméretű szentképek festése és restaurálása, egyházi tisztviselők portréi illusztrálják.
Olaszországi, de különösen spanyolországi útja tájképek, városképek sorozatával gazdagította képtermését. Élményei kilendítették akadémista merevségéből, mediterrán víziókká hangolták át a sötét andalúziai levegőt.
Képeinek címe szerint követhető, merre járt, mi ragadta meg figyelmét; Alkazári partrészlet, Sevillai utca, Zöldséghordás Toledóban, Az Alhambra mirtus udvara, A Guadalquivir partján, A Tojo völgye, Spanyol utcakép kúttal, Espada munkában, El Torrero. A szakvélemény méltatja a spanyolországi Önarcképet is.
Kevéssé ismert rajzai közül kiemelkedik a karakteres Bartók portré. 1922. február 20-án, Bartók kolozsvári hangversenyének másnapján, a zeneszerzővel készített interjú idején, két rajzon is, megörökítette Bartókot.. Az egyik kép, a zeneszerző engedélyével és aláírásával, a Pásztortűznek a Bartók-hangversenyt méltató 1922. évi 8. számában, a címoldalt követő műmellékletben jelent meg.
Néhány aláírt ceruzarajzát, pl. a Cordobai mecset, oszlop, labirintus-t a precíz vonalvezetési technika jellemzi.
Hosszu Márton nagy előszeretettel örökítette meg szűkebb családját és rokonságát; az édesapjáról több portrét is készített, felesége Margit, aki dr. Filep Gyula főorvos, egyetemi tanár lánya volt, több festményéhez állt modellt, húgával, Sárival együtt, lányát Ildikót, a bácskai rokonságot, a Hennebergeket. Néhány szentképen, főleg, Szűz Mária s az angyalok az angyalokat, lányáról Ildikóról és unokatestvéreiről, az ikrekről, Áni és Fránci-ról mintázta.

## Kiállításai (válogatás)
- 1921 Budapest Műcsarnok (tavaszi tárlat)
- 1922 Kolozsvár (egyéni kiállítás)
- 1923 Budapest Műcsarnok (tavaszi tárlat)
- 1924 Budapest Műcsarnok (tavaszi tárlat)
- 1926 Kolozsvár (egyéni kiállítás)
- 1926 Budapest Műcsarnok (téli tárlat)
- 1929 Budapest Műcsarnok (téli tárlat)
- 1930 Budapest Nemzeti Szalon (a Zichy Mihály Társaság kiállítása)
- 1935 Varsó (egyéni kiállítás)
- 1938 London Magyar festők csoportkiállítása

## Társasági tagság
- 1928-tól a Munkácsy-céh tagja.[17]
- Szent Gergely lovagrend parancsnoka (XI. Piusz pápa adományozta neki)

## Díjak, elismerések
- Pro Ecclesia et Pontifice pápai aranykereszt[18]
- Skander bég rendjel parancsnoki kereszt. (I. Zogu, Albánia királya tüntette ki).